# Kimwenza
Kimwenza (früher auch Kimuensa) ist ein Ort in der Demokratischen Republik Kongo. Er liegt am südlichen Rand der Landeshauptstadt Kinshasa auf einer Meereshöhe von 493 m.
Der Ort liegt an der Matadi-Kinshasa-Bahn, die Kinshasa mit der Hafenstadt Matadi am Atlantik verbindet und wird von der Stadtbahn Kinshasa angefahren.
Gegründet wurde der Ort im Juli 1893 durch belgische Jesuiten, die hier eine erste Mission errichteten. 

## Bildung
1954 wurde hier die Faculté de philosophie Saint Pierre Canisius als Priesterseminar der Jesuiten gegründet. Seit 1993 ist sie als private Hochschule staatlich anerkannt.